# 杨雄录

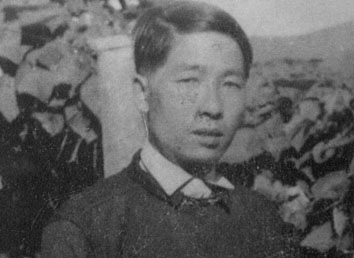
杨雄录

杨雄录（1929年9月15日－1971年2月）是一位苗族蒙人，也是救世苗文的發明者。他生于越南。寮國內戰期间，當時他被懷疑與王宝部队互相勾結而遭到越南南方民族解放陣線追捕。但是他又同时受到包括王宝勢力在內的支持老挝皇家政府的苗族人和支持巴特寮的苗族人群体的猜忌。王宝最终悬赏下令暗杀杨雄录，1971年2月，杨雄录被殺，行凶者始终未获得賞金。1974年，行兇者在泰國试图向正在泰國的王宝索要赏金，却被王宝指使的泰国官员戴上手铐、蒙住双眼后抛入湄公河灭口。 